# Wellman Braud
Wellman Braud (St. James Parish, Luisiana, 25 de enero de 1891 - Los Ángeles, California, 29 de octubre de 1966) fue un contrabajista estadounidense de jazz tradicional y swing.

## Trayectoria
Comenzó tocando en un local nocturno de Nueva Orleans (Tom Anderson' Cabaret), antes de emigrar como tantos otros músicos, a Chicago, en 1917, tras el cierre de Storyville. Allí tocará con diversos músicos, entre ellos Charlie Elgar (1922), Wilbur Sweatman (1923) y diversas orquestas de music-hall. En 1927, se incorpora a la big band de Duke Ellington, permaneciendo con él hasta 1935. Tras dejar a Ellington, formará un grupo con Jimmy Noone, tocando además, a partir de 1937, con músicos como Hot Lips Page, Sidney Bechet, Al Sears y otros. 
A partir de 1944 se aleja de la escena musical, a la que regresa en 1956, junto con Kid Ory. Después tocará con Joe Darensbourg (1960), aunque una enfermedad coronaria le aleja definitivamente del escenario en 1961.

## Estilo
Braud es el más relevante de los bajistas de Nueva Orleans, junto con Pops Foster, con un hálito poderoso y un fraseo muy sobrio. Fue especialmente reconocido por su técnica slap.